# Danh sách tập của Siêu trí tuệ Trung Quốc (mùa 8)
Dưới đây là danh sách các tập của chương trình Siêu trí tuệ (Trung Quốc) mùa 8 được phát sóng năm 2021.

## Vòng 1 - Xếp thứ hạng
88 tuyển thủ tự xét vào năng lực bản thân mà chọn cho mình một chỗ ngồi thuộc 4 bảng xếp hạng. Sau đó, căn cứ kết quả kiểm tra năng lực mà Ban tổ chức sắp xếp lại vị trí ngồi một lần nữa để bắt đầu tiến hành thi đấu. Tuyển thủ tham gia các thử thách, sau mỗi thử thách tuyển thủ được cộng hoặc trừ điểm trên Bậc thang trí não - Thiên thê bảng dựa theo thành tích thi đấu (điểm số được cộng dồn từ các thử thách trước, điểm sàn của tuyển thủ là 0 điểm). Sáu tuyển thủ đứng đầu bảng tham gia vòng thi Tranh cup Não vương mùa này.

### Tập 1 đến tập 11
| Chú giải | Thắng | Thua | Bị loại |

| Thử thách | Mô tả | Kết quả | Kết quả |
| --- | --- | --- | --- |
| Trò chơi ghép hình | Lấy 9 mảnh ghép trong suốt ghép lại liền mạch vào khung với các cạnh không đều với thời gian quy định là 40 phút. Cuối cùng dựa vào thời gian hoàn thành để sắp xếp thứ hạng: hạng 1 được 100 điểm, hạng sau được thấp hơn hạng liền trước 1 điểm, những tuyển thủ trong thời gian cho phép vẫn chưa hoàn thành thử thách sẽ không có điểm. Áp lực tăng thêm - Thiên thê phong bao: Cơn bão bậc thang Có tối đa 12 tuyển thủ được đăng kí tham gia Thiên thế phong bao (bằng cách nhấn vào nút tham gia trong 30 giây trước khi thử thách bắt đầu). Nếu tuyển thủ tham gia Thiên thế phong bao hoàn thành thử thách trong vòng 200 giây (3 phút 20 giây) sẽ được cộng thêm thêm 50% số điểm, trong 200 giây chưa hoàn thành xong sẽ bị trừ 50% số điểm. Có 1 tuyển thủ xác nhận tham gia thử thách này và giành chiến thắng. | Có 2 tuyển thủ không hoàn thành thử thách. | Có 2 tuyển thủ không hoàn thành thử thách. |
| Thời quang thích khách | Trên sân khấu đặt 100 hình La bàn Thời gian (là tấm tròn lớn với các chấm được phân bổ trên đó), tuyển thủ cần tìm ra 3 la bàn sao cho sau khi xoay, lật, chồng chúng lên nhau sẽ tạo ra hình mục tiêu và nhập mã số của các la bàn này vào máy tính. Trả lời sai bị phạt 30 giây. Cuối cùng dựa vào thời gian hoàn thành để sắp xếp thứ hạng: hạng 1 được 100 điểm, hạng sau được thấp hơn hạng liền trước 1 điểm, những tuyển thủ trong thời gian cho phép vẫn chưa hoàn thành thử thách sẽ không có điểm. Áp lực tăng thêm - Thiên thế phong bao: Tranh top 6 Có tối đa 12 tuyển thủ được đăng kí tham gia Thiên thế phong bao (bằng cách nhấn vào nút tham gia trong 30 giây trước khi thử thách bắt đầu). Nếu tuyển thủ tham gia Thiên thế phong bao thuộc nhóm 6 thí sinh hoàn thành thử thách đầu tiên sẽ được cộng 50% số điểm của thử thách, ngược lại sẽ bị trừ 50% số điểm của thử thách. Có 11 tuyển thủ xác nhận tham gia thử thách này và 3 người giành chiến thắng. | 22 thí sinh có tổng điểm thấp nhất bị loại . | 22 thí sinh có tổng điểm thấp nhất bị loại . |
| 66 tuyển thủ theo thứ tự ngẫu nhiên được lựa chọn vào mỗi con đường. Mỗi con đường có 22 tuyển thủ. - Con đường ít nguy hiểm: hạng 1 được 22 điểm, hạng sau được thấp hơn hạng liền trước 1 điểm, những tuyển thủ trong thời gian cho phép vẫn chưa hoàn thành thử thách được 1 điểm. - Con đường hơi nguy hiểm: hạng 1 được 44 điểm, hạng sau được thấp hơn hạng liền trước 4 điểm, những tuyển thủ trong thời gian cho phép vẫn chưa hoàn thành thử thách không được điểm. Thử thách kết thúc ngay sau khi có 11 tuyển thủ hoàn thành. - Con đường rất nguy hiểm: hạng 1 được 88 điểm, hạng sau được thấp hơn hạng liền trước 8 điểm, những tuyển thủ trong thời gian cho phép vẫn chưa hoàn thành thử thách bị trừ 80 điểm. | | | |
| Con đường ít nguy hiểm: Không gian ảo mộng | Có 1000 Đèn LED tổ hợp thành 15 nhóm đăng trận. Trên sân khấu, mỗi tổ đăng trận lần lượt được kéo lên, xuống một độ cao nhất định trong vòng 15 giây để tuyển thủ quan sát. Tuyển thủ cần quan sát và ghi nhớ tình huống phân bố của tất cả Đèn LED tìm ra mật mã ẩn trong đăng trận là 2 tổ hợp ký tự, mỗi tổ hợp gồm 4 chữ cái Latin. Trong thời gian quy định là 45 phút, người tìm ra được nhiều chữ cái hơn sẽ thắng. Nếu số lượng tìm ra bằng nhau, người dùng ít thời gian hơn sẽ thắng. | 22 thí sinh đều hoàn thành thử thách. | 22 thí sinh đều hoàn thành thử thách. |
| Con đường hơi nguy hiểm: Mê trận Fuleren | Mỗi tuyển thủ sẽ nhận được ảnh chụp các mặt rời rạc của một quả cầu Fuleren. Thông qua nguyên tắc các cạnh chung có cùng màu sắc, tuyển thủ cần tìm ra quả cầu Fuleren tương đồng trên sân khấu. Trả lời sai bị phạt 30 giây. | 11 thí sinh hoàn thành thử thách được điểm theo thứ hạng. 11 thí sinh còn lại không được điểm. | 11 thí sinh hoàn thành thử thách được điểm theo thứ hạng. 11 thí sinh còn lại không được điểm. |
| Con đường rất nguy hiểm: Cung điện hoang tưởng | Trên sân khấu trưng bày 72 bức tường của cung điện đã được tô các màu sắc khác nhau. Hoa văn trên tường cấu thành bởi một số hình cơ sở nào đó. Tuyển thủ sẽ nhận được 3 hình ảnh cơ sở. Trong thời gian quy định là 45 phút, tuyển thủ cần tìm ra 3 bức tường có chứa 3 hình cơ sở này (mỗi hình cơ sở trên 1 bức tường duy nhất). Mỗi tuyển thủ chỉ có 3 lần trả lời. Cuối cùng dựa theo thời gian hoàn thành tiến hành xếp hạng. Nếu sau 3 lần trả lời tuyển thủ không trả lời đúng hình ảnh nào coi như không hoàn thành thử thách. | - 6 thí sinh trả lời đúng 3 hình ảnh - 5 thí sinh trả lời đúng 2 hình ảnh - 8 thí sinh trả lời đúng 1 hình ảnh - 3 thí sinh không trả lời đúng hình ảnh nào.                                                   | - 6 thí sinh trả lời đúng 3 hình ảnh - 5 thí sinh trả lời đúng 2 hình ảnh - 8 thí sinh trả lời đúng 1 hình ảnh - 3 thí sinh không trả lời đúng hình ảnh nào.                                                   |
| 22 thí sinh có tổng điểm thấp nhất bị loại. | | | |
| Tột đỉnh công thủ chiến (lần 1) 6 tuyển thủ đứng đầu Thiên thê bảng (gọi là nhóm A) cùng nhau thương lượng, quyết định 3 người tấn công, 3 người phòng thủ, tạo thành 6 cặp đấu 1 vs 1. Người thắng được lấy điểm số của trận đấu từ người thua. - 3 người tấn công được chọn bất kỳ tuyển thủ nào ngoài nhóm A (gọi là nhóm B) để thi đấu. Điểm số trận này là 50% điểm của tuyển thủ nhóm B. - 3 người phòng thủ sẽ tiếp nhận khiêu chiến của các tuyển thủ nhóm B. Điểm số trận này là 100 điểm. - Hỗn chiến giành điểm: Các tuyển thủ thất bại trong 6 trận trên và các tuyển thủ chưa thi đấu ở nhóm B tham gia trận này. Xếp hạng 1 được 100 điểm, hạng sau được thấp hơn hạng liền trước 2 điểm, những tuyển thủ trong thời gian cho phép vẫn chưa hoàn thành thử thách sẽ không có điểm. | | | |
| Điểm tuyến chi mê (Trận phòng thủ) | Tuyển thủ được cho một điểm trong các điểm gây nhiễu để quan sát quỹ tích của điểm này trên 3 màn hình chiếu có các điểm khác nhau dao động tuần hoàn. Tuyển thủ cần nhận ra được 3 màn hình chiếu này là hình chiếu nào của mặt chính diện, mặt cạnh và mặt bên của vật thể. Dựa vào quỹ tích di động của một điểm, trong não xây dựng ra hình chiếu không gian ba chiều của mô hình rồi tìm ra chính xác mô hình đó trong 44 mô hình vật thể trên sân khấu. Có tổng cộng 3 mô hình, tuyển thủ tìm ra cả 3 mô hình trước sẽ giành chiến thắng. Nếu số mô hình như nhau khi hết thời gian quy định, người dùng thời gian ít hơn sẽ thắng. | Nhóm A | Nhóm B |
| Điểm tuyến chi mê (Trận phòng thủ) | Tuyển thủ được cho một điểm trong các điểm gây nhiễu để quan sát quỹ tích của điểm này trên 3 màn hình chiếu có các điểm khác nhau dao động tuần hoàn. Tuyển thủ cần nhận ra được 3 màn hình chiếu này là hình chiếu nào của mặt chính diện, mặt cạnh và mặt bên của vật thể. Dựa vào quỹ tích di động của một điểm, trong não xây dựng ra hình chiếu không gian ba chiều của mô hình rồi tìm ra chính xác mô hình đó trong 44 mô hình vật thể trên sân khấu. Có tổng cộng 3 mô hình, tuyển thủ tìm ra cả 3 mô hình trước sẽ giành chiến thắng. Nếu số mô hình như nhau khi hết thời gian quy định, người dùng thời gian ít hơn sẽ thắng. | Chu Huy Vũ | Tôn Diệp Bồng |
| Điểm tuyến chi mê (Trận phòng thủ) | Tuyển thủ được cho một điểm trong các điểm gây nhiễu để quan sát quỹ tích của điểm này trên 3 màn hình chiếu có các điểm khác nhau dao động tuần hoàn. Tuyển thủ cần nhận ra được 3 màn hình chiếu này là hình chiếu nào của mặt chính diện, mặt cạnh và mặt bên của vật thể. Dựa vào quỹ tích di động của một điểm, trong não xây dựng ra hình chiếu không gian ba chiều của mô hình rồi tìm ra chính xác mô hình đó trong 44 mô hình vật thể trên sân khấu. Có tổng cộng 3 mô hình, tuyển thủ tìm ra cả 3 mô hình trước sẽ giành chiến thắng. Nếu số mô hình như nhau khi hết thời gian quy định, người dùng thời gian ít hơn sẽ thắng. | Chu Khoa Kỳ | Thái Tử Tinh |
| Điểm tuyến chi mê (Trận phòng thủ) | Tuyển thủ được cho một điểm trong các điểm gây nhiễu để quan sát quỹ tích của điểm này trên 3 màn hình chiếu có các điểm khác nhau dao động tuần hoàn. Tuyển thủ cần nhận ra được 3 màn hình chiếu này là hình chiếu nào của mặt chính diện, mặt cạnh và mặt bên của vật thể. Dựa vào quỹ tích di động của một điểm, trong não xây dựng ra hình chiếu không gian ba chiều của mô hình rồi tìm ra chính xác mô hình đó trong 44 mô hình vật thể trên sân khấu. Có tổng cộng 3 mô hình, tuyển thủ tìm ra cả 3 mô hình trước sẽ giành chiến thắng. Nếu số mô hình như nhau khi hết thời gian quy định, người dùng thời gian ít hơn sẽ thắng. | Thái Vân Trác | Vương Nhất Phàm |
| Chiêm sâm bí cảnh (Trận tấn công) | Mỗi tuyển thủ sẽ vào Chiêm sâm bí cảnh, bí cảnh này do 12 ngũ giác đều và 20 hình tam giác đều tạo thành (trong đó các mê cung trên 12 ngũ giác đều đã cố định). Trong thời gian quy định là 45 phút, tuyển thủ cần thông qua suy luận điều chỉnh vị trí mê cung trên 20 hình tam giác đều tạo ra một thông lộ nối điểm đầu với điểm kết thúc. Thông lộ này, mỗi khi đi qua tam giác đều sẽ được 1 điểm. Ai cao điểm hơn sẽ thắng. Nếu số điểm như nhau, ai dùng ít thời gian hơn sẽ thắng. | Trương Giai Vĩ (4 điểm, hoàn thành trong thời gian ngắn hơn (43 phút 2 giây)) | Du Duyệt (4 điểm) |
| Chiêm sâm bí cảnh (Trận tấn công) | Mỗi tuyển thủ sẽ vào Chiêm sâm bí cảnh, bí cảnh này do 12 ngũ giác đều và 20 hình tam giác đều tạo thành (trong đó các mê cung trên 12 ngũ giác đều đã cố định). Trong thời gian quy định là 45 phút, tuyển thủ cần thông qua suy luận điều chỉnh vị trí mê cung trên 20 hình tam giác đều tạo ra một thông lộ nối điểm đầu với điểm kết thúc. Thông lộ này, mỗi khi đi qua tam giác đều sẽ được 1 điểm. Ai cao điểm hơn sẽ thắng. Nếu số điểm như nhau, ai dùng ít thời gian hơn sẽ thắng. | Thái Dương Dương (12 điểm) | Diệp Tốn Mẫn (13 điểm) |
| Chiêm sâm bí cảnh (Trận tấn công) | Mỗi tuyển thủ sẽ vào Chiêm sâm bí cảnh, bí cảnh này do 12 ngũ giác đều và 20 hình tam giác đều tạo thành (trong đó các mê cung trên 12 ngũ giác đều đã cố định). Trong thời gian quy định là 45 phút, tuyển thủ cần thông qua suy luận điều chỉnh vị trí mê cung trên 20 hình tam giác đều tạo ra một thông lộ nối điểm đầu với điểm kết thúc. Thông lộ này, mỗi khi đi qua tam giác đều sẽ được 1 điểm. Ai cao điểm hơn sẽ thắng. Nếu số điểm như nhau, ai dùng ít thời gian hơn sẽ thắng. | Lâm Thiên Vũ (chưa hoàn thành đáp án) | Diêu Kiếm Phong (2 điểm) |
| Phong hồi lộ chuyển (Hỗn chiến giành điểm) | Một tổ ong Slitherlink được ghép bởi nhiều hình lục giác đều, mỗi chữ số bên trong thể hiện cho số đường thẳng xung quanh nó (các ô trống là số tùy ý). Tuyển thủ cần nối điểm với điểm để tạo thành một lộ tuyến khép kín. Các tuyển thủ làm bài trong thời gian giới hạn, xếp hạng dựa theo số lượng đề giải chính xác. Mỗi tuyển thủ có 3 đề, làm sai mà nộp rồi không được làm lại. Nếu số đáp án chính xác bằng nhau, thì sẽ xếp hạng dựa theo thời gian của lần nộp cuối cùng. | 36 tuyển thủ đều hoàn thành thử thách. | 36 tuyển thủ đều hoàn thành thử thách. |
| Tột đỉnh công thủ chiến (lần 2) | | | |
| Mê cung di động (Trận tấn công) | Một mê cung phân thành hai phần ngang và dọc: phần ngang được tạo bởi các đường nằm ngang và phần dọc được tạo bởi các đường thẳng đứng. Những đường thẳng màu đen là tường, không thể qua, những đường thẳng màu trắng là có thể đi. Mỗi khi tuyển thủ di chuyển thì hai phần này sẽ chuyển động một lần theo quy tắc: phần dọc sẽ chuyển động lên 1 ô, hàng trên cùng sẽ biến thành hàng dưới cùng, phần ngang sẽ chuyển động sang trái 1 ô, cột ngoài cùng bên trái sẽ sang bên phải. Tuyển thủ chỉ được quan sát hai phần ngang, dọc ban đầu sau đó trên mặt phẳng trống tìm đường ra khỏi mê cung. Người hoàn thành trước sẽ chiến thắng. | Nhóm A | Nhóm B |
| Mê cung di động (Trận tấn công) | Một mê cung phân thành hai phần ngang và dọc: phần ngang được tạo bởi các đường nằm ngang và phần dọc được tạo bởi các đường thẳng đứng. Những đường thẳng màu đen là tường, không thể qua, những đường thẳng màu trắng là có thể đi. Mỗi khi tuyển thủ di chuyển thì hai phần này sẽ chuyển động một lần theo quy tắc: phần dọc sẽ chuyển động lên 1 ô, hàng trên cùng sẽ biến thành hàng dưới cùng, phần ngang sẽ chuyển động sang trái 1 ô, cột ngoài cùng bên trái sẽ sang bên phải. Tuyển thủ chỉ được quan sát hai phần ngang, dọc ban đầu sau đó trên mặt phẳng trống tìm đường ra khỏi mê cung. Người hoàn thành trước sẽ chiến thắng. | Chu Huy Vũ | Du Duyệt |
| Mê cung di động (Trận tấn công) | Một mê cung phân thành hai phần ngang và dọc: phần ngang được tạo bởi các đường nằm ngang và phần dọc được tạo bởi các đường thẳng đứng. Những đường thẳng màu đen là tường, không thể qua, những đường thẳng màu trắng là có thể đi. Mỗi khi tuyển thủ di chuyển thì hai phần này sẽ chuyển động một lần theo quy tắc: phần dọc sẽ chuyển động lên 1 ô, hàng trên cùng sẽ biến thành hàng dưới cùng, phần ngang sẽ chuyển động sang trái 1 ô, cột ngoài cùng bên trái sẽ sang bên phải. Tuyển thủ chỉ được quan sát hai phần ngang, dọc ban đầu sau đó trên mặt phẳng trống tìm đường ra khỏi mê cung. Người hoàn thành trước sẽ chiến thắng. | Dương Thiên Thành | Hoắc Tĩnh Huyên |
| Mê cung di động (Trận tấn công) | Một mê cung phân thành hai phần ngang và dọc: phần ngang được tạo bởi các đường nằm ngang và phần dọc được tạo bởi các đường thẳng đứng. Những đường thẳng màu đen là tường, không thể qua, những đường thẳng màu trắng là có thể đi. Mỗi khi tuyển thủ di chuyển thì hai phần này sẽ chuyển động một lần theo quy tắc: phần dọc sẽ chuyển động lên 1 ô, hàng trên cùng sẽ biến thành hàng dưới cùng, phần ngang sẽ chuyển động sang trái 1 ô, cột ngoài cùng bên trái sẽ sang bên phải. Tuyển thủ chỉ được quan sát hai phần ngang, dọc ban đầu sau đó trên mặt phẳng trống tìm đường ra khỏi mê cung. Người hoàn thành trước sẽ chiến thắng. | Hoa Thánh Hiên | Thái Tử Tinh |
| Quang điểm số đồ (Trận phòng thủ) | Trong đăng trận 10 x 10 trên sân khấu, mỗi bóng đèn chớp tắt đại biểu cho mật mã của một chữ số dựa theo hệ nhị phân. Tuyển thủ cần quan sát đăng trận suy luận ra toàn bộ các chữ số trong đó. Sau đó dựa vào màu sắc và phương hướng phân biệt của các chữ số từ 0 đến 9, đem 100 con số trong đăng trận dựa theo thứ tự từ trái qua phải, từ trên xuống dưới lần lượt liên kết chuyển hóa thành bản đồ số. Sau đó tìm ra bản đồ số này trên sân khấu, đồng thời đánh dấu lại lộ tuyến bị che cùng số tầng trùng lặp trong thời gian quy định là 45 phút. Người hoàn thành trước sẽ chiến thắng. | Quan Duệ Di | Văn Chiếu Thuần |
| Quang điểm số đồ (Trận phòng thủ) | Trong đăng trận 10 x 10 trên sân khấu, mỗi bóng đèn chớp tắt đại biểu cho mật mã của một chữ số dựa theo hệ nhị phân. Tuyển thủ cần quan sát đăng trận suy luận ra toàn bộ các chữ số trong đó. Sau đó dựa vào màu sắc và phương hướng phân biệt của các chữ số từ 0 đến 9, đem 100 con số trong đăng trận dựa theo thứ tự từ trái qua phải, từ trên xuống dưới lần lượt liên kết chuyển hóa thành bản đồ số. Sau đó tìm ra bản đồ số này trên sân khấu, đồng thời đánh dấu lại lộ tuyến bị che cùng số tầng trùng lặp trong thời gian quy định là 45 phút. Người hoàn thành trước sẽ chiến thắng. | Chu Khoa Kì | Lý Thi Thần |
| Quang điểm số đồ (Trận phòng thủ) | Trong đăng trận 10 x 10 trên sân khấu, mỗi bóng đèn chớp tắt đại biểu cho mật mã của một chữ số dựa theo hệ nhị phân. Tuyển thủ cần quan sát đăng trận suy luận ra toàn bộ các chữ số trong đó. Sau đó dựa vào màu sắc và phương hướng phân biệt của các chữ số từ 0 đến 9, đem 100 con số trong đăng trận dựa theo thứ tự từ trái qua phải, từ trên xuống dưới lần lượt liên kết chuyển hóa thành bản đồ số. Sau đó tìm ra bản đồ số này trên sân khấu, đồng thời đánh dấu lại lộ tuyến bị che cùng số tầng trùng lặp trong thời gian quy định là 45 phút. Người hoàn thành trước sẽ chiến thắng. | Trương Giai Vĩ | Cao Dật Phàm |
| Đề bút càn khôn | Một hình lục giác đều đang được phân bố lộn xộn các ô màu đen trắng. Mỗi khi tuyển thủ chạm vào một ô thì ô đó sẽ thay đổi màu từ đen sang trắng hoặc ngược lại. Tuyển thủ quan sát đề mục, thông qua hình thức chỉ chạm và vẽ một lần không nhấc bút, không được đi lùi để khiến tất cả các ô trong cùng vòng có màu giống nhau. Không hoàn thành trong một lần vẽ không nhấc bút sẽ bị phạt thời gian là 15 giây và giải lại từ đầu. Xếp hạng 1 được 100 điểm, hạng sau được thấp hơn hạng liền trước 2 điểm, những tuyển thủ trong thời gian cho phép vẫn chưa hoàn thành thử thách sẽ không có điểm. | 30 tuyển thủ hoàn thành và 6 tuyển thủ chưa hoàn thành. | 30 tuyển thủ hoàn thành và 6 tuyển thủ chưa hoàn thành. |
| 22 thí sinh có tổng điểm thấp nhất bị loại. | | | |
| Hợp tác so tài (lần 1) Các tuyển thủ ở nhóm A sẽ theo thứ tự từ cao xuống thấp lần lượt rút thăm ngẫu nhiên để chọn một tuyển thủ nhóm B làm đồng đội. Sau khi 6 cặp đồng đội lập xong, 10 tuyển thủ còn lại thông qua bốc thăm ngẫu nhiên, 2 người thành một đội để tạo thành 11 tổ đội tiến hành thi đấu hạng mục hai người. Sau khi thử thách thứ nhất kết thúc, Thiên thê bảng sẽ dựa vào thứ tự bảng xếp hạng mới nhất và quy tắc tương đồng để lại rút thăm ngẫu nhiên tạo ra 11 đội mới tham gia thử thách thứ hai.. | | | |
| Tuyển thủ Chu Khoa Kỳ (xếp hạng 1) vì lý do cá nhân mà xin rút lui khỏi chương trinh. Tuyển thủ Dương Mi (xếp hạng 23) được quay trở lại thi đấu. | | | |
| Cạnh số liên hoàn | Mỗi tổ tuyển thủ hợp tác hoàn thành thử thách. Hai tuyển thủ lần lượt chọn một số đặt vào trong 2 dãy. Trong 15 giây nếu chưa đặt được thì bị trừ 1 điểm vào điểm số cuối cùng. Sau khi đáp xong, bắt đầu kiểm tra. Hai con số đồng thời chia hết cho ước chung lớn nhất, số có thương là 1 sẽ biến mất và được 1 điểm, số có thương khác 1 sẽ được giữ lại, cứ thế dãy số được tiếp tục kiểm tra cho đến khi hết số trong 2 dãy hoặc gặp hai số nguyên tố cùng nhau. Kết thúc thời gian thi đấu là 8 phút, tiến hành xếp hạng dựa theo số điểm cao thấp. Nếu số điểm bằng nhau thi đội dùng ít thời gian hơn sẽ thắng. | Xếp hạng 1 được 60 điểm, hạng sau được thấp hơn hạng trước 10 điểm, nếu đội không lọt top 6 không có điểm (mỗi thành viên được 50% điểm của đội mình).                                                         | Xếp hạng 1 được 60 điểm, hạng sau được thấp hơn hạng trước 10 điểm, nếu đội không lọt top 6 không có điểm (mỗi thành viên được 50% điểm của đội mình).                                                         |
| Lập phương thiếp đồ | Hai tuyển thủ cần trong thời gian hạn định ghi nhớ hết tất cả các mảnh ghép. Hết thời gian ghi nhớ, những mảnh ghép sẽ bị ẩn đi. Sau đó, mỗi người sẽ nhận được một khối rubik 2 x 2 để tiến hành xoay các hình ghép trên khối rubik. Nếu trùng khớp được 1 điểm. Nếu thất bại, mảnh ghép này sẽ bị vô hiệu. Kết thúc thời gian thi đấu là 8 phút, tiến hành xếp hạng dựa theo số điểm cao thấp. Nếu số điểm bằng nhau thì đội dùng ít thời gian hơn sẽ thắng. | Xếp hạng 1 được 60 điểm, hạng sau được thấp hơn hạng trước 10 điểm, nếu đội không lọt top 6 không có điểm (mỗi thành viên được 50% điểm của đội mình).                                                         | Xếp hạng 1 được 60 điểm, hạng sau được thấp hơn hạng trước 10 điểm, nếu đội không lọt top 6 không có điểm (mỗi thành viên được 50% điểm của đội mình).                                                         |
| 4 thí sinh có tổng điểm thấp nhất bị loại. | | | |
| Hợp tác so tài (lần 2) Vòng thi đấu này thiết lập 3 quan ải, các tuyển thủ ở nhóm A sẽ theo thứ tự từ cao xuống thấp lần lượt chọn một quan ải. Hai tuyển thủ trong cùng quan ải là một đội trấn thủ ải đó. 12 tuyển thủ ở nhóm B, theo nguyện vọng cá nhân, tự ghép lại thành 6 đội và tiến hành khiêu chiến quan ải. Số lượng đội tham gia khiêu chiến mỗi quan ải là 3 gồm 1 đội trấn thủ và 2 đội khiêu chiến. Nếu có quan ải chưa đủ người khiêu chiến, đội trấn thủ sẽ giúp những người còn lại lập đội. | | | |
| Dấu chân bí mật | Hai tuyển thủ hợp sức hoàn thành thử thách. Trên một bàn hình lục giác đều phân bố các dấu chân gồm hai màu đen, trắng với các phương hướng khác nhau. Hai tuyển thủ sẽ nhận được hai nửa bàn cờ (mỗi người một nửa). Tuyển thủ dựa vào các dấu chân trên khối bát diện vạch ra con đường duy nhất có thể khiến khối bát diện lăn từ cửa vào đến cửa ra. Quy tắc lăn khối bát diện: Dấu chân trên mặt bát diện thế nào thì bắt buộc dấu chân nó tiếp xúc phải giống nhau về màu sắc, phương hướng. Cuối cùng xếp hạng theo thời gian hoàn thành lộ tuyến chính xác. | Đội xếp thứ nhất được 60 điểm, đội xếp thứ hai được 30 điểm, đội xếp cuối cùng được 10 điểm, riêng đội trấn thủ ải nếu không giành được hạng 1 sẽ không được điểm (mỗi thành viên được 50% điểm của đội mình). | Đội xếp thứ nhất được 60 điểm, đội xếp thứ hai được 30 điểm, đội xếp cuối cùng được 10 điểm, riêng đội trấn thủ ải nếu không giành được hạng 1 sẽ không được điểm (mỗi thành viên được 50% điểm của đội mình). |
| Mê thất cự trận | Trong mê thất cự trận 50 x 50 phân bố một số chai nước tương với các màu sắc khác nhau cùng các chướng ngại vật. Hai tuyển thủ hợp sức hoàn thành thử thách thông quy quy tắc liên động để khống chế chai nước tương của bản thân, có 6 cặp chai nước tương, mỗi khi dung hợp một cặp sẽ mở khóa được một món ăn. Tuyển thủ A khống chế chai nước tương viền tròn, Tuyển thủ B khống chế chai nước tương viền vuông. Cuối cùng xếp hạng theo tổng số bước đã đi, nếu số bước bằng nhau xếp theo thời gian hoàn thành. | Đội xếp thứ nhất được 60 điểm, đội xếp thứ hai được 30 điểm, đội xếp cuối cùng được 10 điểm, riêng đội trấn thủ ải nếu không giành được hạng 1 sẽ không được điểm (mỗi thành viên được 50% điểm của đội mình). | Đội xếp thứ nhất được 60 điểm, đội xếp thứ hai được 30 điểm, đội xếp cuối cùng được 10 điểm, riêng đội trấn thủ ải nếu không giành được hạng 1 sẽ không được điểm (mỗi thành viên được 50% điểm của đội mình). |
| Lục diện lai phong | Tuyển thủ A cần bước vào một khối lập phương 8 x 8 x 8, mỗi mặt 64 số, tìm ra tọa độ điểm trong khối mà khi chiếu điểm này lên 6 mặt được 6 số có ước chung lớn nhất lớn hơn 1, sau đó nhập tọa độ điểm đó và ước chung lớn nhất tìm được tại điểm đó vào máy tính. Trả lời sai sẽ bị phạt 20 giây. Sau khi tìm được đủ 12 bộ tọa độ, tuyển thủ B sẽ nhận được một khối lập phương 4 x 4 x 4, trong đó có 12 ô màu được đánh số (chính là 12 ước chung lớn nhất mà A đã tìm trước đó). Thông qua việc kéo dài ô màu đã cho trên theo 6 hướng dọc theo khối, với tổng số ô kéo dài ở tất cả các hướng bằng đúng số ghi trên khối, tuyển thủ B cần lấp đầy khối lập phương đã cho này. Cuối cùng xếp hạng theo tổng thời gian hoàn thành thử thách. | Đội xếp thứ nhất được 60 điểm, đội xếp thứ hai được 30 điểm, đội xếp cuối cùng được 10 điểm, riêng đội trấn thủ ải nếu không giành được hạng 1 sẽ không được điểm (mỗi thành viên được 50% điểm của đội mình). | Đội xếp thứ nhất được 60 điểm, đội xếp thứ hai được 30 điểm, đội xếp cuối cùng được 10 điểm, riêng đội trấn thủ ải nếu không giành được hạng 1 sẽ không được điểm (mỗi thành viên được 50% điểm của đội mình). |
| 6 thí sinh có tổng điểm thấp nhất bị loại. | | | |
| Liên minh huyền thoại: Thiết lập Liên minh: Người dẫn chương trình Tưởng Xương Kiến ngẫu nhiên bốc thăm để hai người trong Top 6 thành một Liên minh. Có 3 Liên minh là: Leo top, Trên mây, Đuổi nhật. Sau đó, các tuyển thủ còn lại sẽ chọn để gia nhập Liên minh. Nếu có nhiều hơn một người muốn gia nhập Liên minh, tuyển thủ xếp gần Top 6 trên Thiên thê bảng hơn sẽ được ưu tiên. Nếu như Liên minh không ai lựa chọn sẽ nhảy sang vòng kế tiếp. Kết quả như sau: - Liên minh đuổi nhật: Phan Tất Duệ, Hạ Tiếu Thiên, Vương Bác Dương, Ngô Đống Kiếm. - Liên minh trên mây: Quan Duệ Di, Dương Bồi Văn, Lý Lễ, Trịnh Vĩ Giai - Liên minh leo top: Chu Huy Vũ, Trâu Quốc Thông, Doãn Giai Kì, Hòa Thánh Hiên. Liên minh giành điểm: Mỗi liên minh tiến hành thi đấu từng cặp một. Tổng cộng 3 trận, mỗi trận đấu hai bên phân thành bên thủ và bên công, mỗi liên minh được làm bên công và bên thủ 1 lần. Bên công quyết định số điểm cơ sở cho mỗi thử thách (50 hay 100 điểm). Bên thủ quyết định hệ số tích điểm của thử thách (1 hay 2). Điểm của thử thách = số điểm cơ sở x hệ số tích điểm. Bên thắng sẽ được số điểm này từ bên thua. Mỗi trận đấu sẽ gồm 2 thử thách gồm song đấu và tam đấu: số điểm liên minh đạt được hoặc bị trừ sẽ được chia đều theo số lần xuất hiện của tuyển thủ. Mỗi liên minh có duy nhất 1 tuyển thủ xuất chiến hai lần. Liên minh thất bại ở trận đầu sẽ tiếp tục thi đấu với liên minh chưa ra sân. Sau khi 3 trận đấu kết thúc, 6 tuyển thủ đứng đầu bảng sẽ bước vào vòng tranh Cup Não vương. | | | |
| Trận đấu thứ 1: | | | |
| Dãy số ước chung (Song đấu) | Hai tuyển thủ thi đấu tiếp sức. Tuyển thủ A có 10 đề Dãy số ước chung, mỗi đề yêu cầu tuyển thủ xóa sạch bảng 8 x 8 theo nguyên tắc: Nếu nối hai số trên bảng (sao cho chúng có thể được nối với 3 đoạn thẳng hoặc ít hơn), chúng sẽ chia cho ước chung lớn nhất của chúng. Số có giá trị 1 sẽ bị xóa khỏi bảng. Mỗi đề Dãy số ước ching được giải, tuyển thủ B được cấp 1 thẻ trả lời. Trong 50 nút thắt trên sân khấu tìm ra những nút thắt có thể gỡ được thành vòng tròn hoàn chỉnh bằng cách đặt thẻ trả lời vào hộp tương ứng (tổng cộng có 15 nút thắt có thể gỡ). Kết thúc thời gian thi đấu, đội nào tìm được nhiều nút thắt mở được hơn sẽ thắng. Nếu số nút thắt mở được thì đội dùng ít thời gian hơn sẽ thắng. | Bên công | Bên thủ |
| Dãy số ước chung (Song đấu) | Hai tuyển thủ thi đấu tiếp sức. Tuyển thủ A có 10 đề Dãy số ước chung, mỗi đề yêu cầu tuyển thủ xóa sạch bảng 8 x 8 theo nguyên tắc: Nếu nối hai số trên bảng (sao cho chúng có thể được nối với 3 đoạn thẳng hoặc ít hơn), chúng sẽ chia cho ước chung lớn nhất của chúng. Số có giá trị 1 sẽ bị xóa khỏi bảng. Mỗi đề Dãy số ước ching được giải, tuyển thủ B được cấp 1 thẻ trả lời. Trong 50 nút thắt trên sân khấu tìm ra những nút thắt có thể gỡ được thành vòng tròn hoàn chỉnh bằng cách đặt thẻ trả lời vào hộp tương ứng (tổng cộng có 15 nút thắt có thể gỡ). Kết thúc thời gian thi đấu, đội nào tìm được nhiều nút thắt mở được hơn sẽ thắng. Nếu số nút thắt mở được thì đội dùng ít thời gian hơn sẽ thắng. | Liên minh đuổi nhật | Liên minh trên mây |
| Hiệu ứng cánh bướm(Tam đấu) | Trong một bàn hình lục giác đều phân bố các nút xoay lục giác đều có hình 6 con bướm với 6 màu sắc khác nhau trên hai nền màu đen và trắng. Khi xoay chuyển một nút xoay hình lục giác đều, nếu con bướm ở nút xoay lục giác đều bên cạnh cùng màu sắc thì nút xoay lục giác đề đó cũng xoay chuyển theo. Nút xoay lục giác đều nền trắng sẽ xoay theo chiều kim đồng hồ, còn nút xoay lục giác đều nền đen sẽ xoay ngược chiều kim đồng hồ (mỗi lần xoay nút xoay theo góc 60°). Ba tuyển thủ hợp tác hoàn thành, mỗi người hoàn thành một tầng bằng cách ghép các nút xoay lục giác đều có hình 6 con bướm với 6 màu sắc khác nhau trên hai nền màu đen và trắng vào những ô còn thiếu (mỗi tầng có 10 ô thiếu) của bàn, dựa vào vị trí điểm đầu và điểm cuối tạo ra lộ tuyến hoàn chỉnh khiến điểm đầu thông qua Hiệu ứng cánh bướm tác động đến điểm cuối. Đội hoàn thành đầu tiên sẽ giành chiến thắng. Trả lời sai bị phạt 30 giây. | Liên minh đuổi nhật | Liên minh trên mây |
| Trận đấu thứ 2: | | | |
| Trân lung kỳ cuộc (Song đấu) | Mỗi đội 2 tuyển thủ hợp tác giành quyền trả lời. Trên bàn cờ vây rải rác vài quân cờ với hai màu đen trắng trên các ô vuông, sau đó hệ thống sẽ khoanh vùng ngẫu nhiên một khu vực đề mục 8 x 8. Tuyển thủ căn cứ vào khu vực này vẽ ra một đường khép kín và đi qua tất cả các quân theo nguyên tắc: đi qua quân trắng phải đi thẳng, qua quân đen phải rẽ 90° theo một trong hai hướng tùy chọn, những ô trống thì đi tùy ý. Tuyển thủ hai đội đồng thời trả lời, nhưng chỉ đội bấm chuông nhanh hơn mới được nộp đáp án. - Nếu đội bấm chuông đúng cả 2 đề thì đội đó được 2 điểm. - Nếu đội bấm chuông đúng 1 đề và sai 1 đề thì đội đối thủ được 1 điểm. - Nếu đội bấm chuông sai cả 2 đề thì đội đối thủ được 2 điểm. Đội nào được 5 điểm trước sẽ chiến thắng. | Bên công | Bên thủ |
| Trân lung kỳ cuộc (Song đấu) | Mỗi đội 2 tuyển thủ hợp tác giành quyền trả lời. Trên bàn cờ vây rải rác vài quân cờ với hai màu đen trắng trên các ô vuông, sau đó hệ thống sẽ khoanh vùng ngẫu nhiên một khu vực đề mục 8 x 8. Tuyển thủ căn cứ vào khu vực này vẽ ra một đường khép kín và đi qua tất cả các quân theo nguyên tắc: đi qua quân trắng phải đi thẳng, qua quân đen phải rẽ 90° theo một trong hai hướng tùy chọn, những ô trống thì đi tùy ý. Tuyển thủ hai đội đồng thời trả lời, nhưng chỉ đội bấm chuông nhanh hơn mới được nộp đáp án. - Nếu đội bấm chuông đúng cả 2 đề thì đội đó được 2 điểm. - Nếu đội bấm chuông đúng 1 đề và sai 1 đề thì đội đối thủ được 1 điểm. - Nếu đội bấm chuông sai cả 2 đề thì đội đối thủ được 2 điểm. Đội nào được 5 điểm trước sẽ chiến thắng. | Liên minh trên mây | Liên minh leo top |
| Hành vân lưu thủy (Tam đấu) | Mỗi đội 3 tuyển thủ hợp tác hoàn thành thử thách. Ba tuyển thủ cùng nhau ghi nhớ 50 tác phẩm thư pháp Phá phong hành thảo thư của Trương Hải tiên sinh. Trên sân khấu bày ra 150 mảnh ghép do 50 tác phẩm này cắt ra (có mảnh ghép sẽ bị xoay chuyển). Các tuyển thủ hợp sức dùng các mảnh ghép khôi phục lại từng bức thư pháp theo quy tắc mở khóa tiếp sức: Người thứ nhất phải hoàn thành 2 chữ thì máy tính của người thứ hai mới có thể mở khóa cho tuyển thủ trả lời. Người thứ nhất và người thứ hai buộc phải hoàn thành 5 chữ thì máy tính của người thứ ba mới có thể mở khóa cho tuyển thủ trả lời. Trong thời gian quy định là 30 phút, đội hoàn thành nhiều hơn sẽ thắng. Nếu số lượng bằng nhau thì đội dùng ít thời gian hơn sẽ thắng. Mỗi lần trả lời sai bị phạt 30 giây. | Liên minh trên mây | Liên minh leo top |
| Trận đấu thứ 3: | | | |
| Mạch điện logic (Song đấu) | Mạch điện trên sân có vài phần bị thiếu, tuyển thủ sẽ nhận được một vài tấm vi mạch. Các tấm vi mạch có đầu vào và đầu ra khác nhau (có 9 loại, mỗi loại 3 tấm). Tuyển thủ cần dựa vào công tắc ban đầu của mạch điện (gồm các dòng điện "0" màu vàng và "1" với màu của đội mình) để đem các vi mạch hữu hạn đặt vào trong bản mạch khiến mạch điện nối thông thắp sáng Năng lượng Thạch. Có tổng cộng 7 viên Năng lượng Thạch, gồm 6 viên tiểu thạch có giá trị 1 điểm và 1 viên đại thạch có giá trị 3 điểm. Đội nối tất cả các tín hiệu "1" của đội mình vào viên Năng lượng thạch trước sẽ giành được viên Năng lượng thạch này. Tuy nhiên trong quá trình thi đấu, nếu đội nào gỡ tấm vi mạch đã lắp trước đó, điện trên toàn mạch của đội sẽ bị mất trong 30 giây (bao gồm điện trên Năng lượng thạch đã lấy trước đó, khi đó đội đối thủ có thể lấy viên Năng lượng thạch này). Mỗi hiệp có thời gian 15 phút, tuy nhiên đội chơi được dừng đồng hồ của đội mình trước thời gian này. Sau hai hiệp, đội có tổng điểm cao hơn sẽ thắng. Nếu tổng điểm bằng nhau, đội có tổng thời gian tham gia ngắn hơn sẽ thắng. | Bên công | Bên thủ |
| Mạch điện logic (Song đấu) | Mạch điện trên sân có vài phần bị thiếu, tuyển thủ sẽ nhận được một vài tấm vi mạch. Các tấm vi mạch có đầu vào và đầu ra khác nhau (có 9 loại, mỗi loại 3 tấm). Tuyển thủ cần dựa vào công tắc ban đầu của mạch điện (gồm các dòng điện "0" màu vàng và "1" với màu của đội mình) để đem các vi mạch hữu hạn đặt vào trong bản mạch khiến mạch điện nối thông thắp sáng Năng lượng Thạch. Có tổng cộng 7 viên Năng lượng Thạch, gồm 6 viên tiểu thạch có giá trị 1 điểm và 1 viên đại thạch có giá trị 3 điểm. Đội nối tất cả các tín hiệu "1" của đội mình vào viên Năng lượng thạch trước sẽ giành được viên Năng lượng thạch này. Tuy nhiên trong quá trình thi đấu, nếu đội nào gỡ tấm vi mạch đã lắp trước đó, điện trên toàn mạch của đội sẽ bị mất trong 30 giây (bao gồm điện trên Năng lượng thạch đã lấy trước đó, khi đó đội đối thủ có thể lấy viên Năng lượng thạch này). Mỗi hiệp có thời gian 15 phút, tuy nhiên đội chơi được dừng đồng hồ của đội mình trước thời gian này. Sau hai hiệp, đội có tổng điểm cao hơn sẽ thắng. Nếu tổng điểm bằng nhau, đội có tổng thời gian tham gia ngắn hơn sẽ thắng. | Liên minh leo top | Liên minh đuổi nhật |
| Mê trận ống dẫn (Tam đấu) | Tuyển thủ hai đội đồng thời quan sát mê trận ống dẫn do 5 loại ống dẫn tạo thành. Ba người mỗi đội phụ trách quan sát 75 ống dẫn của tầng mình (không thấy được tầng khác). Tuyển thủ thông qua xoay chuyển các khối lập thể để đường ống ba tầng thông với nhau thành một đường khép kín duy nhất. Đội nào hoàn thành đầu tiên sẽ chiến thắng. Trả lời sai sẽ bị phạt 30 giây. | Liên minh leo top | Liên minh đuổi nhật |

## Vòng 2 - Vòng tranh bá Cup Não Vương
6 tuyển thủ đứng đầu bảng được bước vào vòng thi tranh Cup Não Vương. Quan Duệ Di được vé vớt do ban giám khảo bình chọn vào vòng thi tranh Cup Não Vương.

### Tập 12
| Chú giải | Thắng | Thua/Bị loại | Thắng trận Chung kết |

| Thử thách          | Mô tả | Kết quả         |
| ------------------ | --- | --------------- |
| Khu rừng mê cung   | Trước mặt mỗi tuyển thủ có 3 mê cung trống đã đánh dấu thông lộ. Xung quan mỗi mê cung trống có đánh số từ 0 đến 39 tương ứng mặt đất dưới khu rừng do 40 mê cung tạo thành. Mỗi một khu rừng đều có các cành cây với hai màu đỏ, đen. Các cành đỏ sẽ xoay thành chiều song song với mặt đất, các cành đen sẽ xoay theo chiều vuông góc với mặt đất, cuối cùng gấp toàn khu rừng thành mê cung 10 x 10. Tuyển thủ dựa theo thông lộ cho trước, kết hợp với các khu rừng tìm ra mê cung tương ứng với thông lộ. Ưu tiên độ chính xác. Nếu độ chính xác như nhau, người dùng ít thời gian hơn sẽ thắng. | Chu Huy Vũ      |
| Khu rừng mê cung   | Trước mặt mỗi tuyển thủ có 3 mê cung trống đã đánh dấu thông lộ. Xung quan mỗi mê cung trống có đánh số từ 0 đến 39 tương ứng mặt đất dưới khu rừng do 40 mê cung tạo thành. Mỗi một khu rừng đều có các cành cây với hai màu đỏ, đen. Các cành đỏ sẽ xoay thành chiều song song với mặt đất, các cành đen sẽ xoay theo chiều vuông góc với mặt đất, cuối cùng gấp toàn khu rừng thành mê cung 10 x 10. Tuyển thủ dựa theo thông lộ cho trước, kết hợp với các khu rừng tìm ra mê cung tương ứng với thông lộ. Ưu tiên độ chính xác. Nếu độ chính xác như nhau, người dùng ít thời gian hơn sẽ thắng. | Trâu Quốc Thông |
| Khu rừng mê cung   | Trước mặt mỗi tuyển thủ có 3 mê cung trống đã đánh dấu thông lộ. Xung quan mỗi mê cung trống có đánh số từ 0 đến 39 tương ứng mặt đất dưới khu rừng do 40 mê cung tạo thành. Mỗi một khu rừng đều có các cành cây với hai màu đỏ, đen. Các cành đỏ sẽ xoay thành chiều song song với mặt đất, các cành đen sẽ xoay theo chiều vuông góc với mặt đất, cuối cùng gấp toàn khu rừng thành mê cung 10 x 10. Tuyển thủ dựa theo thông lộ cho trước, kết hợp với các khu rừng tìm ra mê cung tương ứng với thông lộ. Ưu tiên độ chính xác. Nếu độ chính xác như nhau, người dùng ít thời gian hơn sẽ thắng. | Hạ Tiếu Thiên   |
| Giám ảnh độ hình   | Trên sân khấu có treo một đồ trang trí cỡ lớn (gồm 200 đoản côn với độ dài và phương hướng khác nhau tạo thành) cách mặt đất 2m, cách nguồn sáng bên trên từ tám đèn pin 6m. Khi trận đấu bắt đầu, sẽ chọn ngẫu nhiên ba đèn pin tạo ánh sáng (nhưng không trực tiếp phát ra ánh sáng, chỉ thông báo số thứ tự của đèn pin tạo ánh sáng), tuyển thủ cần chọn trong 40 phần bóng ảnh tìm ra ảnh chiếu chính xác bởi những đèn pin này. Người đầu tiên hoàn thành sẽ giành chiến thắng. | Quan Duệ Di     |
| Giám ảnh độ hình   | Trên sân khấu có treo một đồ trang trí cỡ lớn (gồm 200 đoản côn với độ dài và phương hướng khác nhau tạo thành) cách mặt đất 2m, cách nguồn sáng bên trên từ tám đèn pin 6m. Khi trận đấu bắt đầu, sẽ chọn ngẫu nhiên ba đèn pin tạo ánh sáng (nhưng không trực tiếp phát ra ánh sáng, chỉ thông báo số thứ tự của đèn pin tạo ánh sáng), tuyển thủ cần chọn trong 40 phần bóng ảnh tìm ra ảnh chiếu chính xác bởi những đèn pin này. Người đầu tiên hoàn thành sẽ giành chiến thắng. | Hoa Thánh Hiên  |
| Giám ảnh độ hình   | Trên sân khấu có treo một đồ trang trí cỡ lớn (gồm 200 đoản côn với độ dài và phương hướng khác nhau tạo thành) cách mặt đất 2m, cách nguồn sáng bên trên từ tám đèn pin 6m. Khi trận đấu bắt đầu, sẽ chọn ngẫu nhiên ba đèn pin tạo ánh sáng (nhưng không trực tiếp phát ra ánh sáng, chỉ thông báo số thứ tự của đèn pin tạo ánh sáng), tuyển thủ cần chọn trong 40 phần bóng ảnh tìm ra ảnh chiếu chính xác bởi những đèn pin này. Người đầu tiên hoàn thành sẽ giành chiến thắng. | Doãn Giai Kì    |
| Giám ảnh độ hình   | Trên sân khấu có treo một đồ trang trí cỡ lớn (gồm 200 đoản côn với độ dài và phương hướng khác nhau tạo thành) cách mặt đất 2m, cách nguồn sáng bên trên từ tám đèn pin 6m. Khi trận đấu bắt đầu, sẽ chọn ngẫu nhiên ba đèn pin tạo ánh sáng (nhưng không trực tiếp phát ra ánh sáng, chỉ thông báo số thứ tự của đèn pin tạo ánh sáng), tuyển thủ cần chọn trong 40 phần bóng ảnh tìm ra ảnh chiếu chính xác bởi những đèn pin này. Người đầu tiên hoàn thành sẽ giành chiến thắng. | Phan Tất Duệ    |
| Trận đấu Chung kết | |                 |
| Nhất xúc tức phát  | Đăng trận trên sân khấu do 144 lồng đèn có 4 màu là đỏ, vàng, lam, lục tạo thành hình hộp chữ nhật 9 x 4 x 4 với màu sắc hỗn loạn. Khi chạm vào một lồng đèn, sẽ làm cho bản thân lồng đèn đó và những lồng đèn xung quanh ở trái, phải, trước, sau, trên, dưới đổi màu theo quy luật là đỏ - vàng - lam - lục. Tuyển thủ thông qua chạm vào đèn lồng tiến hành điều chỉnh sao cho màu sắc của mỗi tầng đèn lồng theo đúng thứ tự từ trên xuống là đỏ, vàng, lam, lục. Người đầu tiên hoàn thành sẽ giành chiến thắng.                                                                                | Chu Huy Vũ      |
| Nhất xúc tức phát  | Đăng trận trên sân khấu do 144 lồng đèn có 4 màu là đỏ, vàng, lam, lục tạo thành hình hộp chữ nhật 9 x 4 x 4 với màu sắc hỗn loạn. Khi chạm vào một lồng đèn, sẽ làm cho bản thân lồng đèn đó và những lồng đèn xung quanh ở trái, phải, trước, sau, trên, dưới đổi màu theo quy luật là đỏ - vàng - lam - lục. Tuyển thủ thông qua chạm vào đèn lồng tiến hành điều chỉnh sao cho màu sắc của mỗi tầng đèn lồng theo đúng thứ tự từ trên xuống là đỏ, vàng, lam, lục. Người đầu tiên hoàn thành sẽ giành chiến thắng.                                                                                | Doãn Giai Kì    |

## Khách mời danh tiếng
| Tập           | Khách mời |
| ------------- | --- |
| Cả mùa        | Lý Đản |
| 1 đến 11      | Vương Diệu Khánh |
| 1, 2          | Vương Lực Hoành |
| 4, 5, 6       | Quách Kỳ Lân |
| 7             | Bạch Kính Đình |
| 9, 10, 11, 12 | Viện sĩ Viện Khoa học Trung Quốc: Giáo sư Thi Nhất Công Phó giáo sư Viện nghiên cứu mạng Đại học Thanh Hoa: Trương Siêu. |
| 12            | Nghiên cứu viên Đại học giao thông Thượng Hải - khoa Máy tính: Giáo sư Lư Sách Ngô                                       |

## Tài trợ
Phần mềm ứng dụng Giáo dục trực tuyến Ape Zhi Pushing.
Dầu hào Hải Thiên. Thêm là ngon liền.